# Hoplistopus penricei
Hoplistopus penricei är en fjärilsart som beskrevs av Rothschild och Jordan 1903. Hoplistopus penricei ingår i släktet Hoplistopus och familjen svärmare. Inga underarter finns listade i Catalogue of Life.